# Ivan Bardin

Acad. Ivan Bardin.

Ivan Pavlovici Bardin (n. 1883 – d. 1960) a fost un inginer metalurgist și academician rus, membru de onoare al Academiei Române.
1. 1 2  Istoriceskaia iențiklopedia Sibiri
2. ↑  Бардин Иван Павлович, Marea Enciclopedie Sovietică (1969–1978)[*]
3. ↑  Iwan Bardin, Munzinger Personen, accesat în 9 octombrie 2017
4. ↑  Бардин Иван Павлович, Marea Enciclopedie Sovietică (1969–1978)[*]
5. ↑  IdRef, accesat în 11 mai 2020
6. ↑  Vladimir Leontyevich Komarov: a short biography[*] Verificați valoarea |titlelink= (ajutor)